# Danny Ecker
Danny Ecker (Leverkusen, 1977. július 21. –) német atléta, rúdugró.

## Pályafutása
2000-ben vett részt első alkalommal az olimpiai játékokon. Ekkor 5,80-as eredményével nyolcadikként zárta a döntőt. 2001-ben, egy fedett pályás versenyen 6 métert ugrott, amivel tizedikként bekerült az úgynevezett hatméteresek klubjába. Ezt az eredményét később nem sikerült túlszárnyalnia. Szabadtéren 5,93 a legjobb eredménye, ezt még 1998-ban érte el.
A 2004-es athéni olimpián ötödikként végzett. Pályafutása legkimagaslóbb eredményeit 2007-ben érte el. A fedett pályás Európa-bajnokságon aranyérmet szerzett, majd az oszakai világbajnokságon bronzérmes lett. A pekingi olimpián is részt vett; itt azonban csak a hatodik helyet szerezte meg.
Danny több német bajnoki címet is nyert. 2004-ben és 2007-ben szabadtéren, míg 2005-ben fedettpályán nyerte meg hazája bajnokságát.

## Egyéni legjobbjai
- Rúdugrás - 6,00 méter (2001)

## Magánélete
Szülei mindketten sikeres sportolók voltak. Édesanyja, Heide Rosendahl távolugrókén, öttusázóként, továbbá futóként is jelentős sikereket ért el; az 1972-es müncheni olimpián két arany-, és egy ezüstérmet nyert. Édesapja, John Ecker kosárlabda-játékosként volt eredményes. Danny házas. Egy gyermeke van, Marie, aki 2006-ban született.